# Thomisus bargi
Thomisus bargi är en spindelart som beskrevs av Gajbe 2004. Thomisus bargi ingår i släktet Thomisus och familjen krabbspindlar. Inga underarter finns listade i Catalogue of Life.